# 阿尔吉瓦伊
阿尔吉瓦伊是葡萄牙波尔图区的一个堂区。总面积2.32平方公里，总人口2187人，人口密度942.7人/平方公里。